# Boissonneaua jardini
Boissonneaua jardini — вид птиц из семейства колибри.

## Распространение
Обитают на западных склонах Анд на территории западной Колумбии и северо-западного Эквадора. Подвидов не выделяют.

## Описание
Длина тела 11—12,7 см. Вес 8—8,5 г. Клюв прямой, чёрный. У самцов сверкающий голубовато-зелёный верх головы, остальная часть головы и горло вельветово-чёрные. Горло и брюшко блестящие, пурпурно-синие. Хвост немного раздвоен вилкой.
Самки подобны самцам, но окрашены в более блёклые цвета, крылья у них короче.
Неполовозрелые особи подобны самкам, но серо-коричневая окраска у них простирается и на бока.

## Биология
Обычно кормятся на цветах. Ловят насекомых. В кладке два яйца.

## Охранный статус
МСОП присвоил виду охранный статус LC.